# قطعنامه ۸۱۶ شورای امنیت
قطعنامه ۸۱۶ شورای امنیت سازمان ملل متحد که در تاریخ ۳۱ مارس ۱۹۹۳ تصویب شد، سندی بین‌المللی دربارهٔ بوسنی و هرزگوین است. این قطعنامه طی نشست ۳۱۹۱ام با ۱۴ رای موافق، ۰ مخالف و ۱ ممتنع تصویب شد.